# Nymphidium anapis
Nymphidium anapis är en fjärilsart som beskrevs av Jean Baptiste Godart 1824. Nymphidium anapis ingår i släktet Nymphidium och familjen Riodinidae. Inga underarter finns listade i Catalogue of Life.